# Crvica (Srebrenica)
Pour les articles homonymes, voir Crvica.
Crvica (en serbe cyrillique : Црвица) est un village de Bosnie-Herzégovine. Il est situé dans la municipalité de Srebrenica et dans la république serbe de Bosnie. Selon les premiers résultats du recensement bosnien de 2013, il compte 647 habitants.

## Démographie

### Évolution historique de la population dans la localité
| 1948 | 1953 | 1961  | 1971 | 1981 | 1991 | 2013 |
| ---- | ---- | ----- | ---- | ---- | ---- | ---- |
| -    | -    | 1 072 | 922  | 717  | 473  | 647  |

|  |

### Communauté locale
En 1991, la communauté locale de Crvica comptait 609 habitants, répartis de la manière suivante :